# سن-برنار-دو-لاکل، کبک
سَن-برنار-دو-لاکُل (به فرانسوی: Saint-Bernard-de-Lacolle) قصبه‌ای در منطقه شهری له ژاردن-دو-ناپیرویل ناحیه مونترژی در استان کبک کانادا است. در سرشماری سال ۲۰۱۱ این قصبه ۱٬۶۰۱ نفر جمعیت داشته‌است و مساحت آن ۱۱۲٫۶۳ کیلومتر مربع است.